# Eneacrunos
Eneacrunos o Eneacruno (en griego antiguo: Εννεάκρουνος, romanizado: Enneákrounos), «La Fuente de los Nueve Caños») era una fuente situada en el ángulo sudoriental del Ágora de Atenas. Fue construida en la segunda mitad del siglo VI a. C. y, según Pausanias, fue embellecida por Pisístrato, tirano de Atenas. Añade el geógrafo que «existen pozos en toda la ciudad, pero esta es la única fuente».
En su época era conocida como Fuente del sureste y se detiene a mencionarla porque era muy antigua, un resto del Ágora arcaica (c. 550-525 a. C.)

## Localización

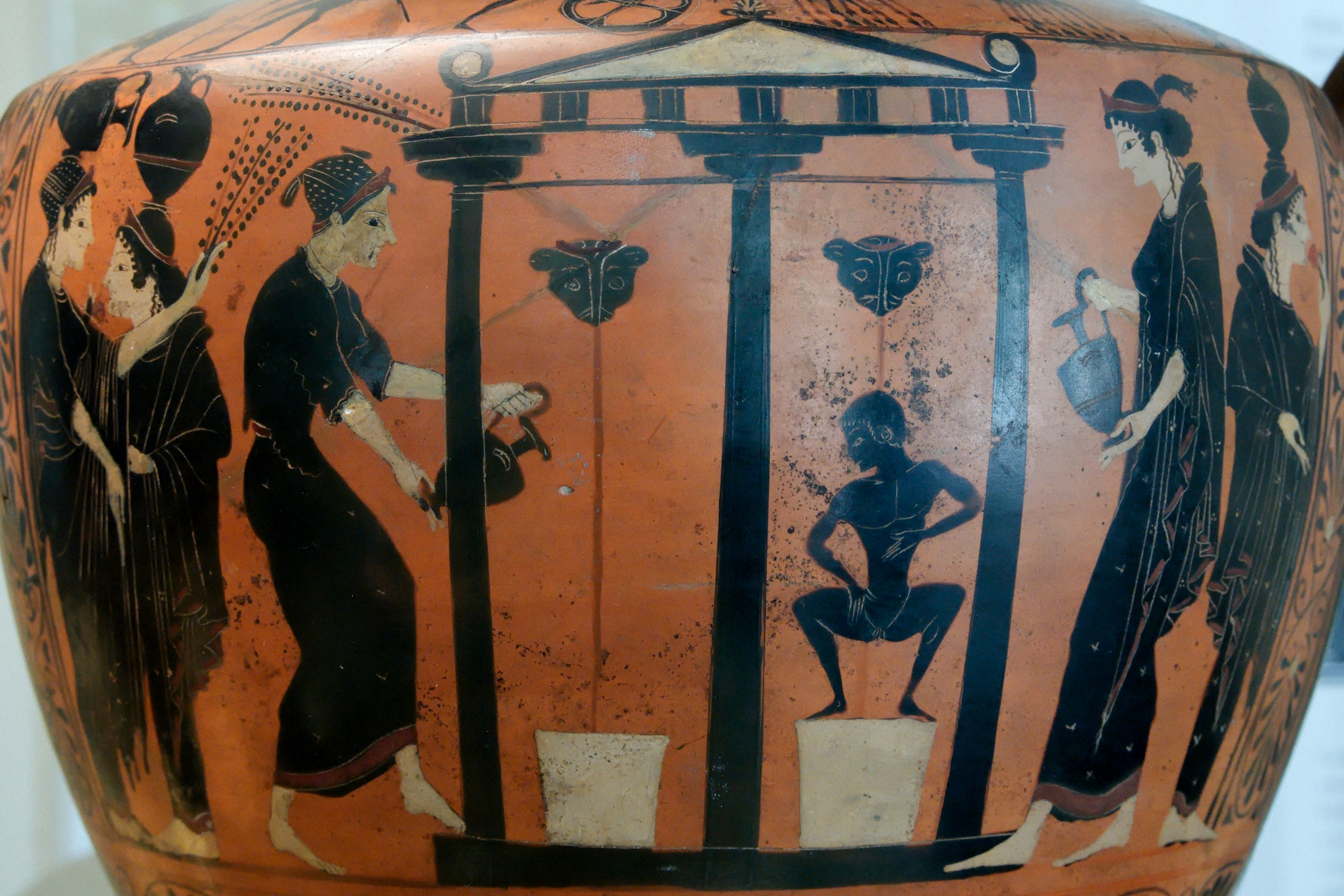
Representación probable de la fuente Eneacrunos en un vaso ático de figuras negras.

Su identificación es uno de los problemas más debatidos de la topografía ateniense. Heródoto la menciona en un pasaje relativo al asentamiento de los pelasgos en las faldas del monte Himeto y su expulsión del Ática por los atenienses por el maltrato recibido por parte de este pueblo hacia sus mujeres, en un relato, además de anacrónico, carente de historicidad.
Tucídides la sitúa en el valle del río Iliso y la nombra como fuente Calírroe.

Se ha sugerido que tal vez se tratara de una cisterna de nueve fuentes, y no de una fuente de nueve caños.
La tradición localizaba esta fuente, antes llamada Calírroe, y que recibió el nombre de Eneacrunos a partir de que fue acondicionada y canalizada en tiempos de los Pisistrátidas, al sudeste de la Acrópolis y del Templo de Zeus Olímpico, y cerca del río Iliso, en un tramo que aún hoy se conoce como Calírroe. Heródoto, como se ha dicho arriba, la sitúa en esta zona, fuera de la ciudad y en dirección al Himeto. Pausanias, la coloca al norte de la Acrópolis, en el vértice sudeste del Ágora, cerca del Odeón de Agripa y del Eleusinion, en un lugar donde los arqueólogos han encontrado restos de una fuente del siglo VI a. C. Cuando describe la zona del Iliso no hace mención de la Eneacrunos ni de ninguna otra fuente, lo que complica evidentemente el problema. Debido a esta importante contradicción han aparecido muchas hipótesis y diversos intentos de localización arqueológica. Los investigadores, sin argumentos decisivos, se han inclinado en uno u otro sentido.
Wilhelm Dörpfeld halló un gran depósito al excavar al oeste de la Acrópolis, entre el Areópago y la Pnyx, y situando la Calírroe junta a la Pnyx, sostuvo la teoría de una canalización, obra de los Pisistrátidas, que conectaba con el manantial del Iliso. 
Con una interpretación distinta del término Eneacrunos, que no sería la fuente de los nueve caños, sino la canalización de las nueve fuentes, en un sistema que partiendo de la Calírroe, se extendería por diversos puntos de la ciudad, se ha intentado armonizar los dos testimonios contradictorios.
Es probable que pesen más los argumentos de la tesis de Tucídides sobre una antigua prolongación de la ciudad «hacia el sur» y sobre la localización de la fuente Calírroe al sudeste de la Acrópolis. Tucídides conocía bien el lugar y es posible que Pausanias estuviera mal informado al respecto, y que en su época la antigua fuente reformada por los Pisistrátidas no fuera utilizada. Otros, sin embargo, la sitúan en el emplazamiento dado por Pausanias, el sudeste del Ágora.

## Descripción
Los restos descubiertos al sureste del Ágora se han identificado como una antigua fuente. La identificación se basa en una tubería de terracota, que conduce el agua a la parte trasera del edificio desde el este, y en los aliviaderos para eliminar el agua de las dos cámaras laterales. La sala central se abre al norte en una fachada con tres columnas. La fuente es uno de los edificios públicos más antiguos del Ágora. Se ha datado circa 530-520 a. C. por la cerámica encontrada en el suelo y por el uso de mampostería de piedra caliza poligonal, con abrazaderas en Z para unir los bloques.

El tamaño del edificio de la fuente original era de aproximadamente 6,8 × 18,2 m. El edificio era de piedra caliza y estaba cubierto por un tejado. En el centro del edificio había una sala con una pila de agua en un extremo y un espacio en el otro extremo donde se podía extraer agua en una hidria, o cántaros, directamente de una fuente de agua.
En la época clásica, junto al pozo Ninfeo se construyeron la Ceca. Solo una parte de los cimientos de la fuente del sudeste ha llegado hasta nuestros días. En la actualidad, el emplazamiento del pozo se encuentra junto a la Iglesia de los Santos Apóstoles, construida en el período bizantino.